# Az én XX. századom
Az én XX. századom egy 1988-ban készült, 1989-ben bemutatott fekete-fehér magyar játékfilm Enyedi Ildikó rendezésében. 2000-ben beválasztották az Új Budapesti Tizenkettőbe, 2012-ben pedig bekerült a Magyar Művészeti Akadémia tagjai által kiválasztott legjobb 53 magyar alkotás közé is.

## Szereplők
| Színész          | Szerep             |
| ---------------- | ------------------ |
| Dorotha Segda    | Dóra / Lili / Anya |
| Oleg Jankovszkij | Z                  |
| Paulus Manker    | Weininger Ottó     |
| Andorai Péter    | Thomas Edison      |
| Máté Gábor       | K                  |
| Czvetkó Sándor   | Anarchista fiú     |
| Kéry Gyula       | Ékszerész          |
| Téri Sándor      | Huszár             |
| Kovács Ágnes     | Iker               |
| Kovács Eszter    | Iker               |
| Andrej Schwartz  | Segéd              |
| Koronczi Endre   | Lift boy           |